# 黃榮棋
黃榮棋（1958年—）是一位台灣動物學家，生於彰化鹿港。台大動物系畢業，美國伊利諾大學生理及生物物理學博士。曾於美國約翰霍普金斯醫學院及霍華休斯醫學院擔任博士後研究員。現任長庚大學醫學系生理暨藥理科副教授、並長期擔任《科學人》雜誌編譯委員。神經生理實驗室主持人，專研哺乳動物生物時鐘細胞與離子通道表現。

## 作品
著有《生理學》（與樓迎統等人合著，偉華圖書2005年出版）、現在幾點鐘 (譯者)  天下文化2005年出版。